# Перун (видавництво)
Видавництво «Перун» — найперше[джерело?] приватне видавництво України, одне з перших комерційних українських видавництв.
Створено 1991 року.
Засновник Вячеслав Бусел.
Видавництво спеціалізується на словниках та розмовниках, методичній та художній літературі для дітей та дорослих, підручниках та робочих зошитах.

## Адреса
З 1991 до 2022 видавництво знаходилося в Ірпені, вул. Київська, 73а.
Під час окупації Ірпеня у березні 2022 року приміщення знищено.
Нова адреса: Київ, Кирило-Мефодіївська, 2.

## Деякі видання
- Тарас Шевченко. Усі твори в одному томі //
- Леся Українка. Усі твори в одному томі
- Степан Руданський. Усі твори в одному томі // Перун, 2007. 848 с. / У книжці вперше в історії української літератури вміщено всю творчу спадщину українського поета-самородка Степана Руданського
- Вільям Шекспір. Сонети. Перекладач Георгій Пилипенко // Перун, 2010. 320 c. ISBN 966-569-174-0 / 154 сонети. Були написані у 1592-1600 роках. Надруковані вперше без дозволу автора у 1609 році. Ця книга - перший досвід тримовної англо-українсько-російської версії сонетів.
- Слово о полку Ігорєвім (реконструкція, переклад, словник-довідник).
- Ніна Литвиненко, Наталія Місник. Тлумачний словник медичних термінів // Перун, 2018. 848 с. ISBN  9789665692737